# 10.ª etapa del Tour de Francia 2018
La 10.ª etapa del Tour de Francia 2018 tuvo lugar el 17 de julio de 2018 entre Annecy y Le Grand-Bornand sobre un recorrido de 158,5 km y fue ganada en solitario por el ciclista francés Julian Alaphilippe del equipo Quick-Step Floors. El ciclista belga Greg Van Avermaet del equipo BMC Racing conservó el maillot jaune.

## Clasificación de la etapa
| \| Clasificación de la etapa \| Clasificación de la etapa \| Clasificación de la etapa \| Clasificación de la etapa \| Clasificación de la etapa \| \| Ciclista \| Ciclista \| Equipo \| Tiempo \| \| \| ------------------------- \| ------------------------- \| ------------------------- \| ------------------------- \| ------------------------- \| \| 1.º \| Julian Alaphilippe \| Quick-Step Floors \| 4 h 25 min 27 s \| \| \| 2.º \| Ion Izagirre \| Bahrain-Merida \| + 1 min 34 s \| \| \| 3.º \| Rein Taaramäe \| Direct Énergie \| + 1 min 40 s \| \| \| 4.º \| Greg Van Avermaet \| BMC Racing Team \| + 1 min 44 s \| \| \| 5.º \| Serge Pauwels \| Dimension Data \| + 1 min 44 s \| \| \| 6.º \| Lilian Calmejane \| Direct Énergie \| + 2 min 24 s \| \| \| 7.º \| Daniel Martin \| UAE Team Emirates \| + 3 min 23 s \| \| \| 8.º \| Primož Roglič \| LottoNL-Jumbo \| + 3 min 23 s \| \| \| 9.º \| David Gaudu \| Groupama-FDJ \| + 3 min 23 s \| \| \| 10.º \| Geraint Thomas \| Team Sky \| + 3 min 23 s \| \| |                    |                   |                 |
| |                    |                   |                 |
| Fuente: ProCyclingStats |                    |                   |                 |
| Clasificación de la etapa |                    |                   |                 |
| Ciclista | Ciclista           | Equipo            | Tiempo          |
| 1.º | Julian Alaphilippe | Quick-Step Floors | 4 h 25 min 27 s |
| 2.º | Ion Izagirre       | Bahrain-Merida    | + 1 min 34 s    |
| 3.º | Rein Taaramäe      | Direct Énergie    | + 1 min 40 s    |
| 4.º | Greg Van Avermaet  | BMC Racing Team   | + 1 min 44 s    |
| 5.º | Serge Pauwels      | Dimension Data    | + 1 min 44 s    |
| 6.º | Lilian Calmejane   | Direct Énergie    | + 2 min 24 s    |
| 7.º | Daniel Martin      | UAE Team Emirates | + 3 min 23 s    |
| 8.º | Primož Roglič      | LottoNL-Jumbo     | + 3 min 23 s    |
| 9.º | David Gaudu        | Groupama-FDJ      | + 3 min 23 s    |
| 10.º | Geraint Thomas     | Team Sky          | + 3 min 23 s    |

## Clasificaciones al final de la etapa

### Clasificación general(Maillot Jaune)
| \| Clasificación general \| Clasificación general \| Clasificación general \| Clasificación general \| Clasificación general \| \| Ciclista \| Ciclista \| Equipo \| Tiempo \| \| \| --------------------- \| --------------------- \| --------------------- \| --------------------- \| --------------------- \| \| 1.º \| Greg Van Avermaet \| BMC Racing Team \| 40 h 34 min 28 s \| \| \| 2.º \| Geraint Thomas \| Team Sky \| + 2 min 22 s \| \| \| 3.º \| Alejandro Valverde \| Movistar Team \| + 3 min 10 s \| \| \| 4.º \| Jakob Fuglsang \| Astana \| + 3 min 12 s \| \| \| 5.º \| Bob Jungels \| Quick-Step Floors \| + 3 min 20 s \| \| \| 6.º \| Chris Froome \| Team Sky \| + 3 min 21 s \| \| \| 7.º \| Adam Yates \| Mitchelton-Scott \| + 3 min 21 s \| \| \| 8.º \| Mikel Landa \| Movistar Team \| + 3 min 21 s \| \| \| 9.º \| Vincenzo Nibali \| Bahrain-Merida \| + 3 min 27 s \| \| \| 10.º \| Primož Roglič \| LottoNL-Jumbo \| + 3 min 36 s \| \| |                    |                   |                  |
| |                    |                   |                  |
| Fuente: ProCyclingStats |                    |                   |                  |
| Clasificación general |                    |                   |                  |
| Ciclista | Ciclista           | Equipo            | Tiempo           |
| 1.º | Greg Van Avermaet  | BMC Racing Team   | 40 h 34 min 28 s |
| 2.º | Geraint Thomas     | Team Sky          | + 2 min 22 s     |
| 3.º | Alejandro Valverde | Movistar Team     | + 3 min 10 s     |
| 4.º | Jakob Fuglsang     | Astana            | + 3 min 12 s     |
| 5.º | Bob Jungels        | Quick-Step Floors | + 3 min 20 s     |
| 6.º | Chris Froome       | Team Sky          | + 3 min 21 s     |
| 7.º | Adam Yates         | Mitchelton-Scott  | + 3 min 21 s     |
| 8.º | Mikel Landa        | Movistar Team     | + 3 min 21 s     |
| 9.º | Vincenzo Nibali    | Bahrain-Merida    | + 3 min 27 s     |
| 10.º | Primož Roglič      | LottoNL-Jumbo     | + 3 min 36 s     |

### Clasificación por puntos(Maillot Vert)
| Clasificación por puntos | Clasificación por puntos | Clasificación por puntos | Clasificación por puntos | Clasificación por puntos |
| Ciclista                 | Ciclista                 | Equipo                   | Puntos                   |                          |
| ------------------------ | ------------------------ | ------------------------ | ------------------------ | ------------------------ |
| 1.º                      | Peter Sagan              | Bora-Hansgrohe           | 319 pts                  |                          |
| 2.º                      | Fernando Gaviria         | Quick-Step Floors        | 218 pts                  |                          |
| 3.º                      | Dylan Groenewegen        | LottoNL-Jumbo            | 132 pts                  |                          |
| 4.º                      | Alexander Kristoff       | UAE Team Emirates        | 129 pts                  |                          |
| 5.º                      | Arnaud Démare            | Groupama-FDJ             | 106 pts                  |                          |
| 6.º                      | André Greipel            | Lotto-Soudal             | 106 pts                  |                          |
| 7.º                      | John Degenkolb           | Trek-Segafredo           | 100 pts                  |                          |
| 8.º                      | Andrea Pasqualon         | Wanty-Groupe Gobert      | 72 pts                   |                          |
| 9.º                      | Philippe Gilbert         | Quick-Step Floors        | 70 pts                   |                          |
| 10.º                     | Greg Van Avermaet        | BMC Racing Team          | 69 pts                   |                          |

### Clasificación de la montaña(Maillot à Pois Rouges)
| Clasificación de la montaña | Clasificación de la montaña | Clasificación de la montaña | Clasificación de la montaña | Clasificación de la montaña |
| Ciclista                    | Ciclista                    | Equipo                      | Puntos                      |                             |
| --------------------------- | --------------------------- | --------------------------- | --------------------------- | --------------------------- |
| 1.º                         | Julian Alaphilippe          | Quick-Step Floors           | 41 pts                      |                             |
| 2.º                         | Rein Taaramäe               | Direct Énergie              | 28 pts                      |                             |
| 3.º                         | Serge Pauwels               | Dimension Data              | 24 pts                      |                             |
| 4.º                         | Rudy Molard                 | Groupama-FDJ                | 22 pts                      |                             |
| 5.º                         | David Gaudu                 | Groupama-FDJ                | 21 pts                      |                             |
| 6.º                         | Greg Van Avermaet           | BMC Racing Team             | 15 pts                      |                             |
| 7.º                         | Ion Izagirre                | Bahrain-Merida              | 10 pts                      |                             |
| 8.º                         | Toms Skujiņš                | Trek-Segafredo              | 6 pts                       |                             |
| 9.º                         | Lilian Calmejane            | Direct Énergie              | 6 pts                       |                             |
| 10.º                        | Robert Gesink               | LottoNL-Jumbo               | 5 pts                       |                             |

### Clasificación del mejor joven(Maillot Blanc)
| Clasificación del mejor joven | Clasificación del mejor joven | Clasificación del mejor joven | Clasificación del mejor joven | Clasificación del mejor joven |
| Ciclista                      | Ciclista                      | Equipo                        | Tiempo                        |                               |
| ----------------------------- | ----------------------------- | ----------------------------- | ----------------------------- | ----------------------------- |
| 1.º                           | Pierre Latour                 | AG2R La Mondiale              | 40 h 45 min 27 s              |                               |
| 2.º                           | Guillaume Martin              | Wanty-Groupe Gobert           | + 1 min 54 s                  |                               |
| 3.º                           | Søren Kragh Andersen          | Team Sunweb                   | + 4 min 02 s                  |                               |
| 4.º                           | Egan Bernal                   | Team Sky                      | + 8 min 47 s                  |                               |
| 5.º                           | David Gaudu                   | Groupama-FDJ                  | + 15 min 42 s                 |                               |
| 6.º                           | Stefan Küng                   | BMC Racing Team               | + 19 min 59 s                 |                               |
| 7.º                           | Magnus Cort                   | Astana                        | + 22 min 39 s                 |                               |
| 8.º                           | Thomas Boudat                 | Direct Énergie                | + 23 min 50 s                 |                               |
| 9.º                           | Nils Politt                   | Katusha-Alpecin               | + 29 min 32 s                 |                               |
| 10.º                          | Michael Gogl                  | Trek-Segafredo                | + 30 min 55 s                 |                               |

### Clasificación por equipos(Classement par Équipe)
| Clasificación por equipos | Clasificación por equipos | Clasificación por equipos | Clasificación por equipos |
| Equipo                    | Equipo                    | Tiempo                    |                           |
| ------------------------- | ------------------------- | ------------------------- | ------------------------- |
| 1.º                       | Movistar Team             | 22 h 34 min 07 s          |                           |
| 2.º                       | Bahrain-Merida            | + 18 s                    |                           |
| 3.º                       | Lotto NL-Jumbo            | + 3 min 10 s              |                           |
| 4.º                       | BMC Racing Team           | + 8 min 26 s              |                           |
| 5.º                       | Sky                       | + 9 min 54 s              |                           |
| 6.º                       | Mitchelton-Scott          | + 10 min 00 s             |                           |
| 7.º                       | AG2R La Mondiale          | + 10 min 30 s             |                           |
| 8.º                       | Quick-Step Floors         | + 11 min 50 s             |                           |
| 9.º                       | Astana                    | + 17 min 36 s             |                           |
| 10.º                      | Team Sunweb               | + 20 min 25 s             |                           |

## Abandonos
- Alexis Vuillermoz, no tomó la salida debido a una fractura en el omóplato derecho ocurrida en la etapa anterior.[2]
- Jens Keukeleire, no tomó la salida, debido a una caída en la etapa anterior que lo obligó a portar una férula en la rodilla.